# 1-十八烯
1-十八烯是一种长链的烯烃，化学式为C18H36。十八烯有很多同分异构体，这些异构体双键的位置不同。1-十八烯是众多异构体之一，属于α-烯烃，它是价格较为便宜的溶剂，常压下的沸点为315°C。它和油酸相溶。
1-十八烯可用于胶体量子点的合成，但是在此过程中，它可以被传热流体（如Dowtherm A或Therminol 66）所取代。